# 新斯科舍诱鸭寻回犬

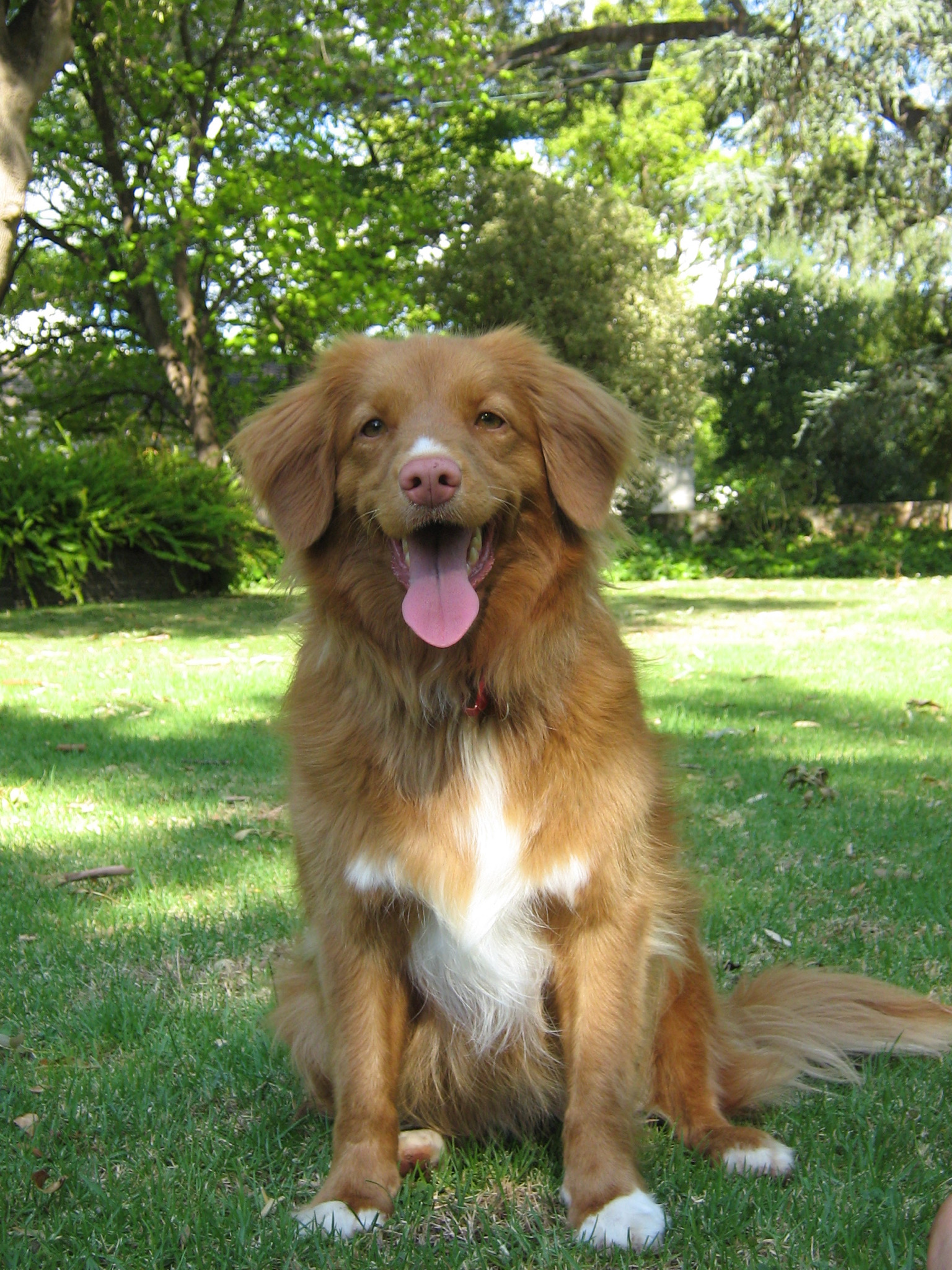
新斯科舍诱鸭寻回犬

新斯科舍诱鸭寻回犬（英語：Nova Scotia Duck Tolling Retriever，简称为Toller）是一种中型猎犬，得名于它的原产地加拿大新斯科舍省。新斯科舍诱鸭寻回犬是体型最小的寻回犬，样子有点像金毛寻回犬，性格聪明活泼。。